# Tipula striatipennis
Tipula striatipennis är en tvåvingeart som beskrevs av Enrico Adelelmo Brunetti 1912. Tipula striatipennis ingår i släktet Tipula och familjen storharkrankar. Inga underarter finns listade i Catalogue of Life.